# Riho Terras

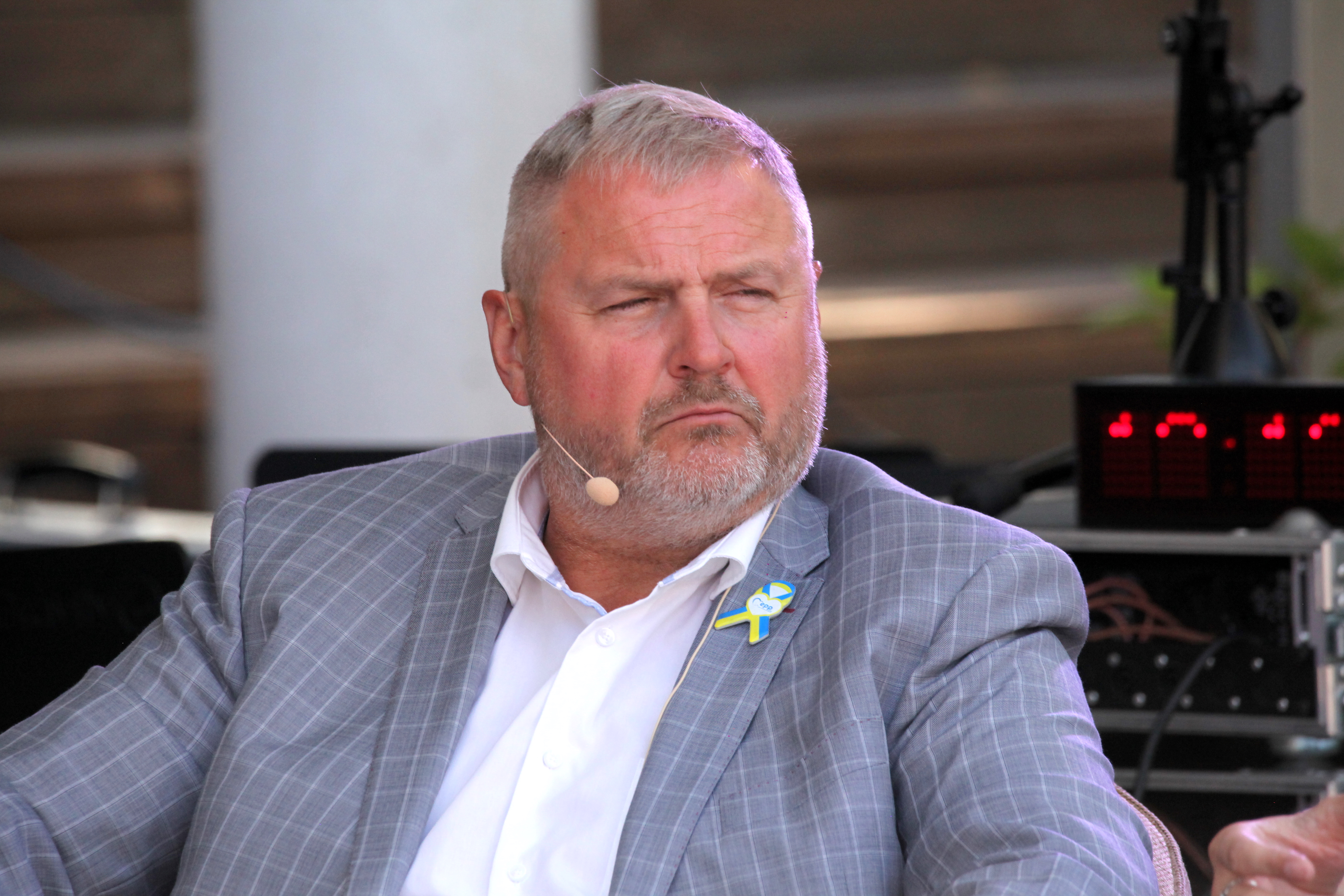
Riho Terras (2022)

Riho Terras (* 17. April 1967 in Kohtla-Järve, Estnische SSR, Sowjetunion) ist ein estnischer Politiker und ehemaliger General des estnischen Heeres. Von 2011 bis 2018 war er Befehlshaber der Verteidigungsstreitkräfte der Republik Estland.
Seit 1. Februar 2020 ist er Mitglied des Europäischen Parlaments für die konservative Isamaa.

## Leben
Riho Terras wurde 1967 im russisch geprägten Nordosten der damaligen Estnischen SSR geboren. Nach seiner Schulausbildung und dem Militärdienst in der sowjetischen Marine (u. a. an Bord der Fregatte Sadorny, einem Schiff der Kriwak-Klasse) studierte er von 1988 bis 1993 Geschichte an der Universität Tartu.

### Militärische Laufbahn
Beförderungen
- Leutnant (1992)
- Oberleutnant (1993)
- Hauptmann (1996)
- Major (2000)
- Oberstleutnant (2005)
- Oberst (2008)
- Brigadegeneral (2011)
- Generalmajor (2013)
- Generalleutnant (2015)
- General (2017)

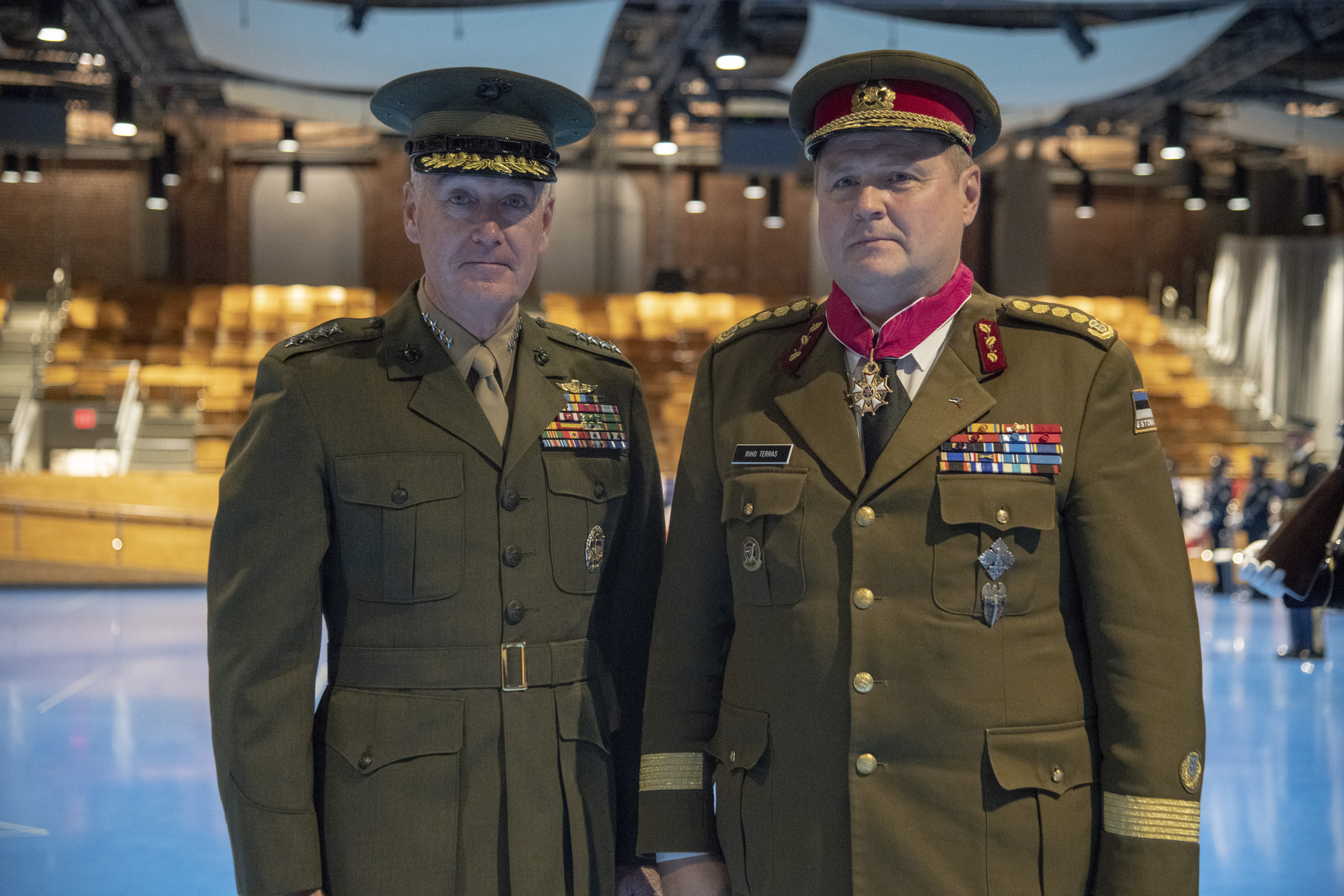
Terras zusammen mit dem amerikanischen Befehlshaber Joseph Dunford (2018)

Im Zuge der wiedererlangten Unabhängigkeit Estlands schloss sich Riho Terras den im Aufbau befindlichen Streitkräften seines Heimatlandes an. Nach Abschluss seiner Offiziersausbildung, diente er zunächst auf verschiedenen Posten bei der estnischen Infanterietruppe. Es folgte ein Aufenthalt an der Universität der Bundeswehr, in dessen Anschluss Terras von 1998 bis 2000 das Kommando des Garde-Bataillons der estnischen Streitkräfte übernahm. Daraufhin war er von 2001 bis 2004 als Verteidigungsattaché in Berlin tätig. In den folgenden Jahren übernahm Terras verschiedene Dienstposten im Verteidigungsministerium und im Hauptquartier der Streitkräfte
(dort zuletzt als Stabschef).
Am 16. Juni 2011 wurde er zum Brigadegeneral (estnisch: brigaadikindral) befördert. Noch im selben Jahr wurde er, als Nachfolger von Ants Laaneots, zum militärischen Befehlshaber der estnischen Streitkräfte ernannt und am 5. Dezember des Jahres in dieses Amt eingeführt. Im Februar 2013 wurde er zum Generalmajor (kindralmajor), im Februar 2015 zum Generalleutnant (kindralleitnant) und im Februar 2017 zum General (kindral) befördert. Im Mai 2015 wurde Terras von Russland mit einem Einreiseverbot belegt. Nachdem seine Amtszeit bereits 2015 um zwei Jahre verlängert worden war, schied er zum 4. Dezember 2018 aus dem Amt des Oberbefehlshabers aus.
Für die Zeit nach dem Ausscheiden aus seinem Amt gab er zunächst nur an sich im Bereich der Rüstungsindustrie engagieren zu wollen. Anfang 2019 wurde bekannt, dass er bei Milrem Robotics, einem estnischen Unternehmen im Bereich der Entwicklung unbemannter Landfahrzeuge, arbeiten wird.

### Politische Tätigkeit

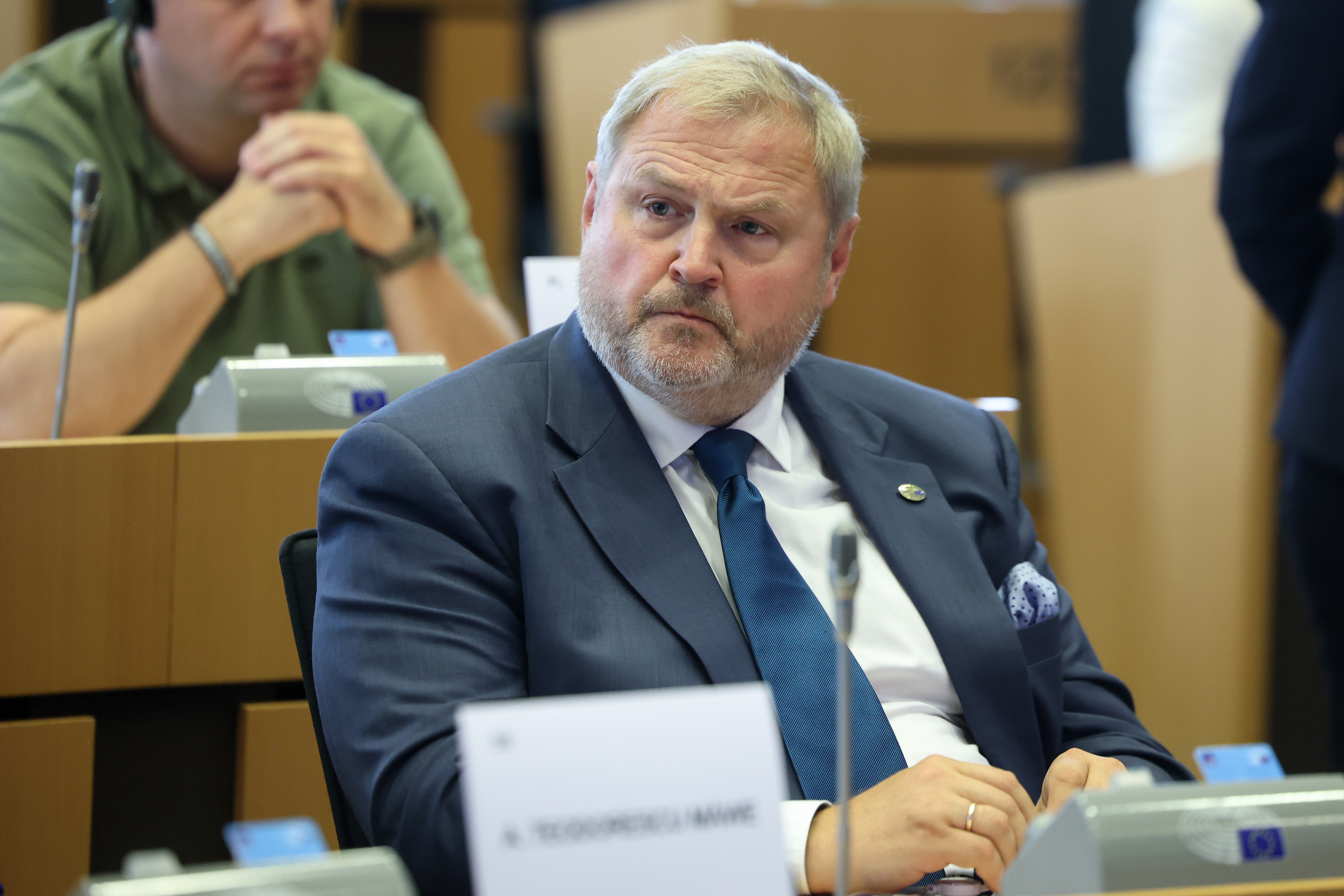
Terras im Ausschuss für Sicherheit und Verteidigung des Europäischen Parlaments (2024)

Nach seiner Tätigkeit als Befehlshaber der Streitkräfte wurde er im Frühjahr 2019 von der konservativen Isamaa als Spitzenkandidat zur kommenden Europawahl aufgestellt. Dort sammelte er genug Stimmen für das insgesamt siebte estnische Mandat, das allerdings erst nach dem Brexit und dem damit verbundenen Rückzug der britischen Abgeordneten angetreten werden konnte. Somit ist er erst seit 1. Februar 2020 als Mitglied des Europäischen Parlaments tätig und gehörte dort zunächst dem Ausschuss für Industrie, Forschung und Energie an.
Bei der Europawahl 2024 gelang es der Isamaa ihren Stimmanteil mehr als zu verdoppeln. Riho Terras konnte sein Mandat verteidigen und zog, nun als einer von zwei Abgeordneten seiner Partei, erneut ins Europäische Parlament ein. Diesmal wurde er im Ausschuss für Auswärtige Angelegenheiten und im Unterausschuss für Sicherheit und Verteidigung tätig. Den Bereich Industrie, Forschung und Energie überließ er seinem Parteikollegen Jüri Ratas.
In einem Interview forderte Terras angesichts der russischen Aggression in der Ukraine massive Investitionen in eine gemeinsame europäische Rüstungsproduktion. „Es geht um die Sache“, sagte er: „Die Ukraine muss den Krieg gewinnen. Dafür muss die europäische Industrie in großen Mengen produzieren – schneller und billiger als bisher.“

### Privates
Riho Terras ist verheiratet. Seine Frau Kaili ist als Diplomatin für das estnische Außenministerium tätig und seit 2024 Botschafterin des Landes in Litauen. Gemeinsam haben sie zwei Söhne. Einer davon, der 1993 geborene Hendrik Johannes Terras, gehört der Partei Eesti 200 an und ist ebenfalls als Politiker aktiv.
Terras selber spricht neben Estnisch auch fließend Englisch, Deutsch und Russisch. Zu seinen Interessen zählen Jagen, mittelalterliche Geschichte und Opern.

## Auszeichnungen
Neben zahlreichen estnischen Orden erhielt Riho Terras u. a. folgende ausländische Ehrungen:
|  | Goldenes Ehrenkreuz der Bundeswehr (2010)                                                 |
|  | Großkreuz des Westhard-Ordens (2012)                                                      |
|  | Großes Verdienstkreuz mit Stern des Verdienstordens der Bundesrepublik Deutschland (2013) |
|  | Offizier der Ehrenlegion (2013)                                                           |
|  | Komtur des Verdienstordens der Republik Polen (2014)                                      |
|  | Großkreuz des Ordens des Löwen von Finnland (2014)                                        |
|  | Kommandeur mit Stern des Norwegischen Verdienstordens (2015)                              |
|  | Commander der Legion of Merit (2018)                                                      |